# Oliver Gerke

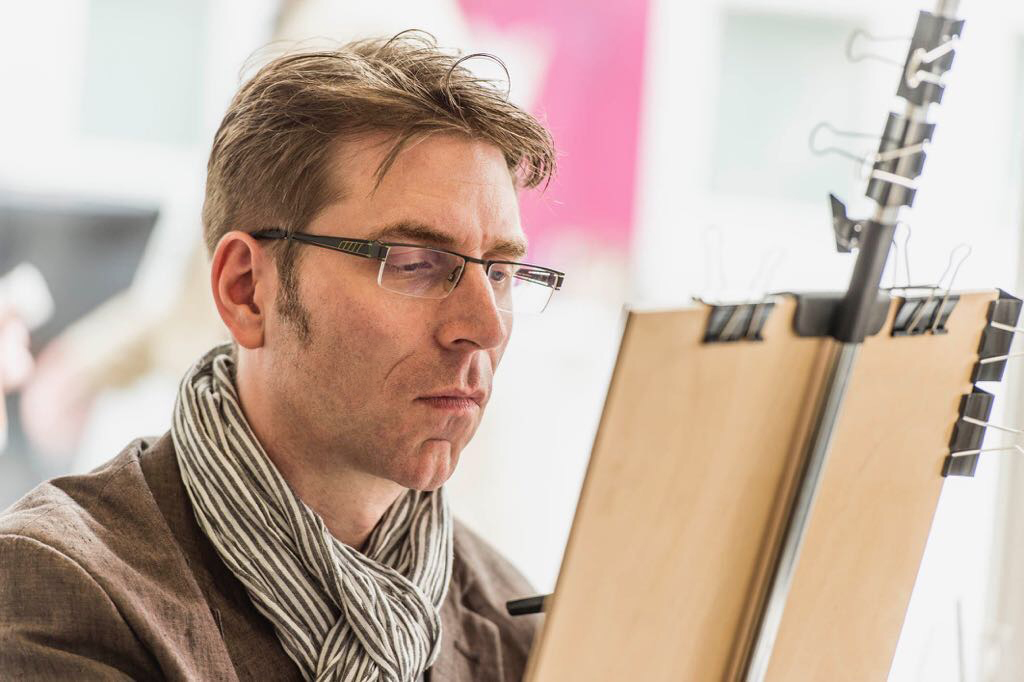
Oliver Gerke (2017)

Oliver Gerke (* 26. März 1973 in Kassel) ist ein deutscher Künstler, Comiczeichner und Autor. Bekannt ist Gerke unter anderem durch seine Arbeit für die Zeitschrift Yps, für die er die Comics der Serie Yps und Co zeichnet.

## Leben
Gerke wuchs in Fuldatal (Ortsteil Simmershausen) auf. Bereits Ende der 1980er Jahre nahm er an größeren Ausstellungen teil und bearbeitete erste kommerzielle künstlerische Aufträge. Gerke studierte zunächst Lehramt und nach dem Referendariat 2004 Visuelle Kommunikation an der Kunsthochschule Kassel. Nach seinem Abschluss bei Jochen Kastrup und Stefan Demary wurde er 2009 zum Meisterschüler ernannt. Er arbeitete dann zunächst als Grafiker für eine Werbefirma und wurde dann von den Fernschulen Institut für Lernsysteme und Hamburger Akademie für Fernstudien (HAF) als Studienleiter und Dozent für die Bereiche Kunst, Grafik, Comic und Illustration angeworben. Im Auftrag dieser Fernschulen hat er verschiedene Lehrbücher verfasst. Zu diesen Werken gehören unter anderem Bücher über Akt-, Porträt- und Landschaftsmalerei, Komposition, Comic und eine Reihe Schulbücher über Kunstunterricht für Schüler vom Jahrgang 5 bis 10.
Zwischen 2013 und 2015 drehte er zusammen mit der HAF, aufbauend auf diese Lehrwerke, eine Serie von Lehrvideos. Er arbeitet auch weiterhin als freier Künstler und veröffentlicht Comics, seit 2015 in der Zeitschrift Yps (Serie Yps und Co).
Oliver Gerke ist begeisterter Musiker. Er spielte seit Anfang der 1990er Jahre in verschiedenen Bands Gitarre.

## Ausstellungen (Auswahl)

### Gruppenausstellungen
- 2008: Jahrmarktskunst, Caricatura – Galerie für Komische Kunst im Kulturbahnhof Kassel[1]
- 2013: Unter Druck, Kulturbahnhof Kassel
- 2014: Kunstmesse Kassel, Documentahalle Kassel[2]
- 2016: Comiciade, Aachen[3]
- 2016: Kunstmesse Kassel, Documentahalle Kassel[4]
- 2017: Gratis Comic Tag, Comic Galerie Kassel[5]
- 2017: Comicfestival München, München[6]

### Einzelausstellungen
- 1989: Gesamtwerk, Doc4 Kassel
- 2009: Lebensräume, Gemeindehaus Sandershausen
- 2011: Lebensräume und Theriantrop, Eiterhagen

## Veröffentlichungen (Auswahl)

### Als Illustrator
- Joint Learning Workshop, innovative Lehrmethoden. Deutsches Kinderhilfswerk, 2004
- Child-friendly school, innovative Lehrmethoden. Deutsches Kinderhilfswerk, 2005
- Ideen-Werkstatt, innovative Lehrmethoden. Deutsches Kinderhilfswerk, 2006
- Nocturno. Kunsthochschule Kassel, Kennung der Universitätsbibliothek Kassel, 2006[7]
- Die kleinen Großfüße, Zwiebelzwerg Verlag, Kassel 2015, ISBN 978-3-86806-731-6
- Werkzeugkiste zum Stressabbauen und Entspannen, AOL Verlag, 2018, ISBN 978-3-403-10458-2
- DINGS! und der verschwundene Goethe-Elefant, Göttinger Verlag der Kunst, 2024, ISBN 978-3-945869-24-6

### Als Autor und Illustrator

#### Eigene
- Die Ernährung im Jungpaläolithikum in Mitteleuropa. Kassel 2000[8]
- Homo Virtualis. Kassel 2009
- Hausmeister Faust. Kassel 2010
- Der Akt. Malen und Zeichnen. HAF, 2011
- Das Porträt. Malen und Zeichnen. HAF, 2011
- Tiere. Malen und Zeichnen. HAF, 2011
- Kunst. 5. Schuljahr. Zwei Bände, Institut für Lernsysteme, 2011
- Kunst. 6. Schuljahr. Band 1, Institut für Lernsysteme, 2011
- Interpretation und Komposition. Malen und Zeichnen. HAF, 2012
- Acryl und Öl. Malen und Zeichnen. HAF, 2012
- Farbstifte, Aquarell, Lavur und Guache. Malen und Zeichnen. HAF, 2012
- Kunst. 6. Schuljahr. Band 2, Institut für Lernsysteme, 2012
- Kunst. 7. Schuljahr. Zwei Bände, Institut für Lernsysteme, 2012
- Kunst. 8. Schuljahr. Zwei Bände, Institut für Lernsysteme, 2012/2013
- Kunst. 9. Schuljahr. Vier Bände, Institut für Lernsysteme, 2013/2014
- Kunst. 10. Schuljahr. Zwei Bände, Institut für Lernsysteme, 2015
- Bitte nicht füttern. Kasselwasser, 2018[9]
- Haralds Geheimnis. Oliver Gerke, Kassel 2019, ISBN 978-3-00-064575-4
- Metal-Quatsch. Oliver Gerke, Kassel 2024, ISBN  978-3-00-081357-3

#### Beteiligungen
- Yps Nr. 1262. Egmont Ehapa, 2013[10]
- Yps Nr. 1271. Egmont Ehapa, 2015
- Yps Nr. 1273. Egmont Ehapa, 2016[11]
- Yps Nr. 1275. Egmont Ehapa, 2016[12]
- Yps Nr. 1277. Egmont Ehapa, 2016
- Klassenkalender 1/2: Miteinander leben und lernen. AOL Verlag, 2017, ISBN 978-3-403-10457-5
- Klassenkalender 3/4: Miteinander leben und lernen. AOL Verlag, 2017, ISBN 978-3-403-10504-6
- Yps Nr. 1279. Egmont Ehapa, 2017
- Yps Nr. 1281. Egmont Ehapa, 2017